# Rebelión de Rupununí
La insurrección de Rupununí o rebelión de Rupununí fue un movimiento separatista en el sur de la Guayana Esequiba. Comenzó el 2 de enero de 1969 en el antiguo distrito de Rupununí, en la actual región de Alto Tacutu-Alto Esequibo y fue contenido 3 días después por el ejército de Guyana. La insurrección pretendió crear un Comité Provisional del Gobierno de Rupununí. Los rebeldes, en su mayoría habitantes amerindios del área, solicitaron ayuda de Venezuela invocando su «nacionalidad venezolana», pero en los últimos días del gobierno presidido por Raúl Leoni, decidió abstenerse de apoyar el movimiento. Sin embargo, el gobierno guyanés del primer ministro Forbes Burnham acusó al gobierno venezolano de alentar con armas y dinero a los separatistas.

## Causas
Varios factores económicos, étnicos, políticos, jurídicos y estratégicos motivaron a los ganaderos a iniciar el conflicto. Durante la rebelión, Valerie Hart, «Presidente del Estado Libre Esequibo», citó que era un factor racial. Dijo a la prensa en Caracas, Venezuela, que los rebeldes estaban buscando independencia racial de lo que consideraba políticas despóticas del gobierno central de Guyana del primer ministro Forbes Burnham. Jimmy Hart, también en Caracas, explicó que la decisión de los rebeldes fue tomada después de que el gobierno de Guyana supuestamente negó a los ganaderos una solicitud de 25 años de arrendamiento de las tierras que ocupan y su temor a que los agricultores llegados de Jamaica y Barbados tomaran sus tierras.
En una declaración clara en el curso de la rebelión, Valerie Hart instó al gobierno de Venezuela a hacer valer su «legítimo reclamo» no sólo sobre el distrito de Rupununi, sino a toda la región de la Guayana Esequiba.

## Desarrollo

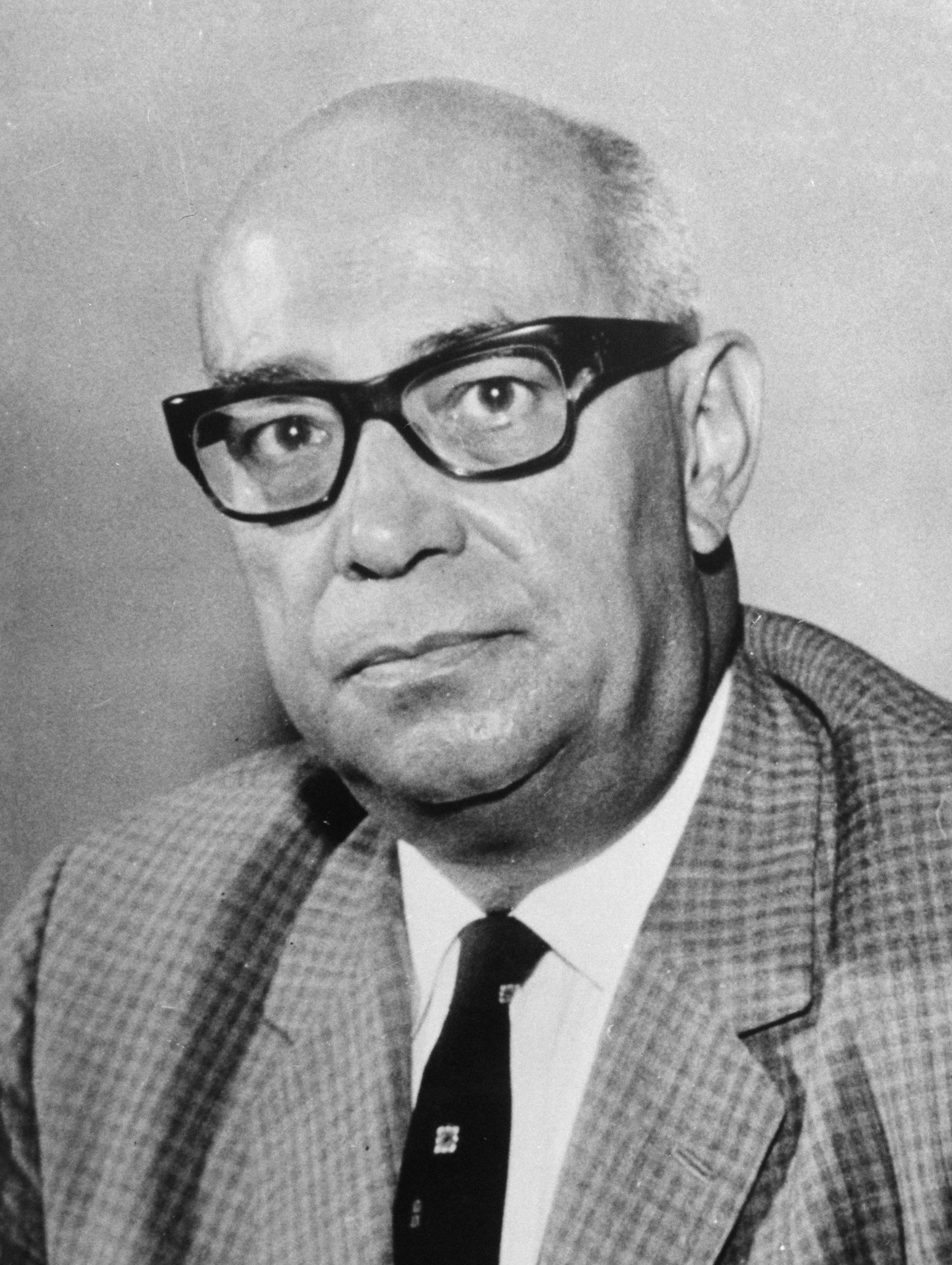
Raúl Leoni, presidente de Venezuela 1964-1969.

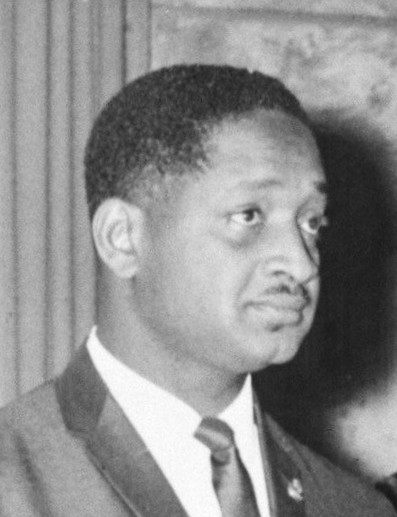
Forbes Burnham, primer ministro de Guyana 1964-1980.

El 2 de enero de 1969 estalló la rebelión en el distrito de Rupununi, un territorio de unos 58 000 km² formado por grandes sabanas aisladas del resto de Guyana, donde los amerindios de las etnias lokono, makushi y wapishana fueron los principales protagonistas, básicamente hacendados y ganaderos descontentos con el gobierno de Guyana controlado por otros grupos étnicos (en la costa de Guyana viven asiáticos y negros, en el distrito de Rupununi, predominan los indígenas).
En la mañana de ese día se tomaron prisioneros a los funcionarios del gobierno de Guyana en el distrito de Rupununi, se tomaron los medios de comunicación —como radios— y se bloquearon las comunicaciones con la capital Georgetown. Ante la superioridad de armas y tropas de la Fuerza de Defensa de Guyana, los cabecillas del movimiento se vieron obligados a retirarse y buscaron refugio en Venezuela y Brasil.
El 5 de enero de 1969 el gobierno de Venezuela a través de su canciller, Ignacio Iribarren Borges, rechazó públicamente la petición de la líder del movimiento separatista, Valerie Hart, de ayudar a los rebeldes a anexar el distrito de Rupununi a Venezuela. Ese mismo día el canciller de Guyana acusó a Venezuela ante la ONU de apoyar la rebelión e intentar reanexar el distrito de Rupununi.

## Consecuencias
- La Fuerza de Defensa de Guyana controló la situación al tercer día y atacó las poblaciones indígenas de Pirara y Annai, y otros focos de la rebelión amerindia.
- Se estima que hubo entre 70 y 100 muertos, en su mayoría de la etnia makushi. Se incendiaron 53 viviendas indígenas y hubo denuncias de violaciones y torturas.
- 147 indígenas de las etnias makushi y wapishana fueron detenidos y condenados a penas de entre 1 y 3 años, 326 reportaron haber sido golpeados.
- Venezuela ubicó a 120 personas involucradas en la rebelión en tres asentamientos en el sur del estado Bolívar (San Ignacio de Yuruaní en la Gran Sabana, La Churuata en Las Claritas y San Martín de Turumbán, municipio Sifontes).[12]

## Reacciones internacionales
- El Gobierno de Brasil concentró tropas en la frontera entre Roraima y Guyana y respaldó implícitamente a Guyana, al anunciar su promoción de respeto a los tratados internacionales.